# Robert Byron (13e baron Byron)
Pour les articles homonymes, voir Robert Byron et Byron.
Robert James Byron, 13e baron Byron (né le 5 avril 1950) est un noble britannique, pair, homme politique et avocat. Il est un descendant d'un cousin du poète et écrivain romantique George Gordon Byron, 6e baron Byron.

## Jeunesse et éducation
Byron est le fils du lieutenant-colonel Richard Geoffrey Gordon Byron, 12e baron Byron et Dorigen Margaret Esdaile. Il fait ses études au Wellington College dans le Berkshire, au Royaume-Uni, et étudie le droit au Trinity College de Cambridge.
Il épouse Robyn Margaret McLean en 1979. Elle devient Lady Byron lorsque son mari hérite de la baronnie le 15 juin 1989. Le couple a quatre enfants :
- Caroline Anne Victoria Byron (1981)
- Emily Claire Byron (1984)
- Sophie Georgina Byron (1986)
- Charles Richard Gordon Byron (28 juillet 1990); héritier présomptif [1]

## Vie professionnelle
Byron est admis à l'Inner Temple en 1974 et obtient le droit d'exercer la profession d'avocat. Il est finalement associé chez Holman, Fenwick &amp; Willan et président de la British Byron Society.
Après avoir hérité de son titre, Byron siège à la Chambre des lords, où il prête le serment d'allégeance en octobre 1989. Il assiste rarement aux débats de chambre, s'exprimant principalement sur des projets de loi liés au système judiciaire et au droit de la navigation. Avec la plupart des pairs héréditaires, il perd le droit de siéger lorsque la loi de 1999 sur la Chambre des lords entre en vigueur en novembre 1999 .